# Thelypteris sulfurea
Thelypteris sulfurea là một loài thực vật có mạch trong họ Thelypteridaceae. Loài này được (E.D. Br.) C.F. Reed miêu tả khoa học đầu tiên năm 1968.